# Dubová hora (okres Prešov)
Dubová hora je přírodní rezervace v oblasti Prešov.
Nachází se v katastrálním území obce Okružná v okrese Prešov v Prešovském kraji. Území bylo vyhlášeno v roce 1983 na rozloze 61,3400 ha. Ochranné pásmo nebylo stanoveno.